# Slovenská ženská florbalová reprezentace

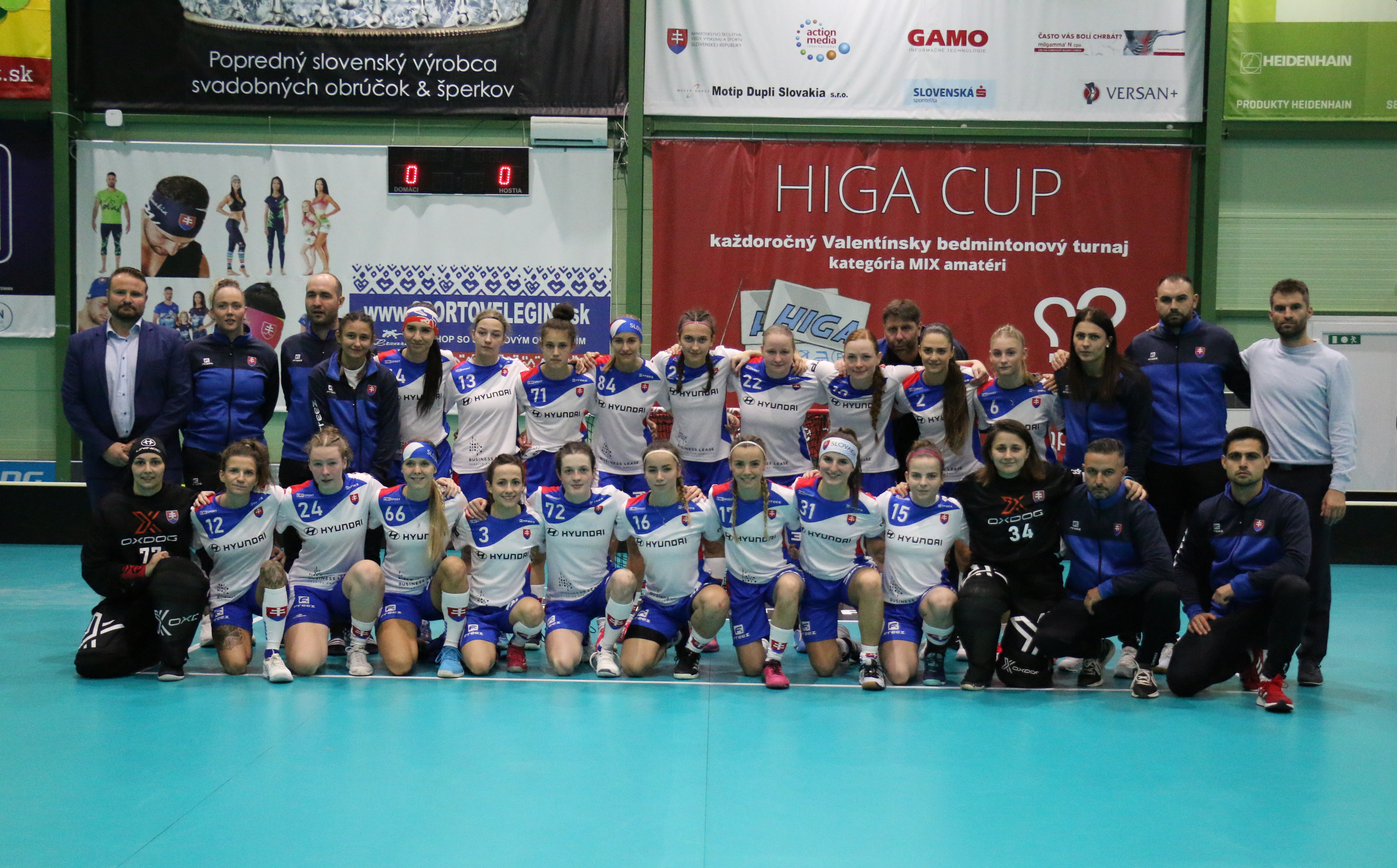
Slovenská reprezentace v roce 2019

Slovenská ženská florbalová reprezentace je národní florbalový tým Slovenska. Od roku 2016 je trenérem týmu Čech Michal Jedlička.
Na Mistrovství světa hrály Slovenky poprvé v roce 2007 v divizi B. Na hlavní turnaj se poprvé kvalifikovaly pro šampionát v roce 2011.
Největším úspěchem týmu je páté místo na mistrovstvích 2017 v Bratislavě a 2023 v Singapuru. K oběma je dovedl současný trenér Jedlička. V žebříčku IFF je tým pátý (za Švýcarskem a před Polskem), po šestém a pátém místě na posledních dvou šampionátech v letech 2021 a 2023.
Tradičně mnoho hráček slovenské reprezentace působí v české Extralize žen. Na soupisce na posledním Mistrovství světa 2023 jich bylo šest.

## Bilance s Českem
K listopadu 2024 Slovensko prohrálo většinu z dosavadních 13 zápasů proti české reprezentaci, s výjimkou remízy v přátelském zápase v roce 2017.
Na Mistrovství světa se Slovenky střetly s českým výběrem třikrát, bylo to ve skupině v letech 2011, 2019 a 2023.

## Umístění

### Mistrovství světa
| Turnaj | Místo     | Umístění | Rozhodující zápas | Trenér          | Slovenky v All Star týmu |
| ------ | --------- | -------- | ----------------- | --------------- | ------------------------ |
| 2007   | Dánsko    | 19.      | Španělsko 5 : 3   |                 | –                        |
| 2009   | Švédsko   | 18.      | Japonsko 3 : 6    |                 | –                        |
| 2011   | Švýcarsko | 12.      | Německo 3 : 4pp   | Jaroslav Marks  | –                        |
| 2013   | Česko     | 9.       | Rusko 6 : 4       | Jaroslav Marks  | –                        |
| 2015   | Finsko    | 8.       | Polsko 0 : 2      | Jaroslav Marks  | –                        |
| 2017   | Slovensko | 5.       | Lotyšsko 6 : 4    | Michal Jedlička | Paulína Hudáková         |
| 2019   | Švýcarsko | 6.       | Polsko 4 : 8      | Michal Jedlička | –                        |
| 2021   | Švédsko   | 6.       | Polsko 3 : 4      | Michal Jedlička | –                        |
| 2023   | Singapur  | 5.       | Polsko 7 : 4      | Michal Jedlička | –                        |

## Známé reprezentantky
- Paulína Hudáková (2015, 2017, 2019, 2021 a 2023)
- Denisa Ferenčíková (2009, 2011, 2015, 2017, 2019 a 2021)

## Fotogalerie

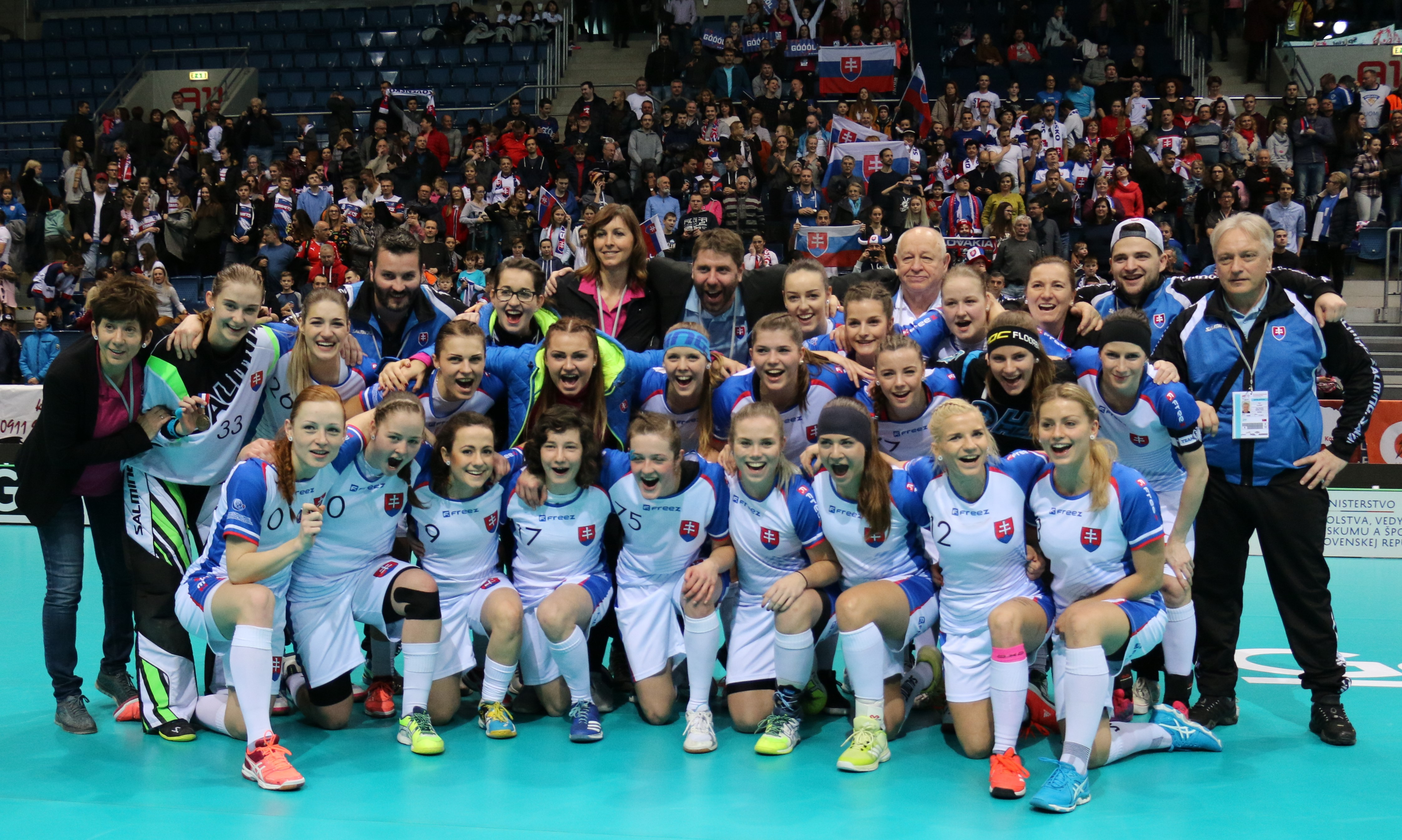
Slovenská reprezentace v roce 2017
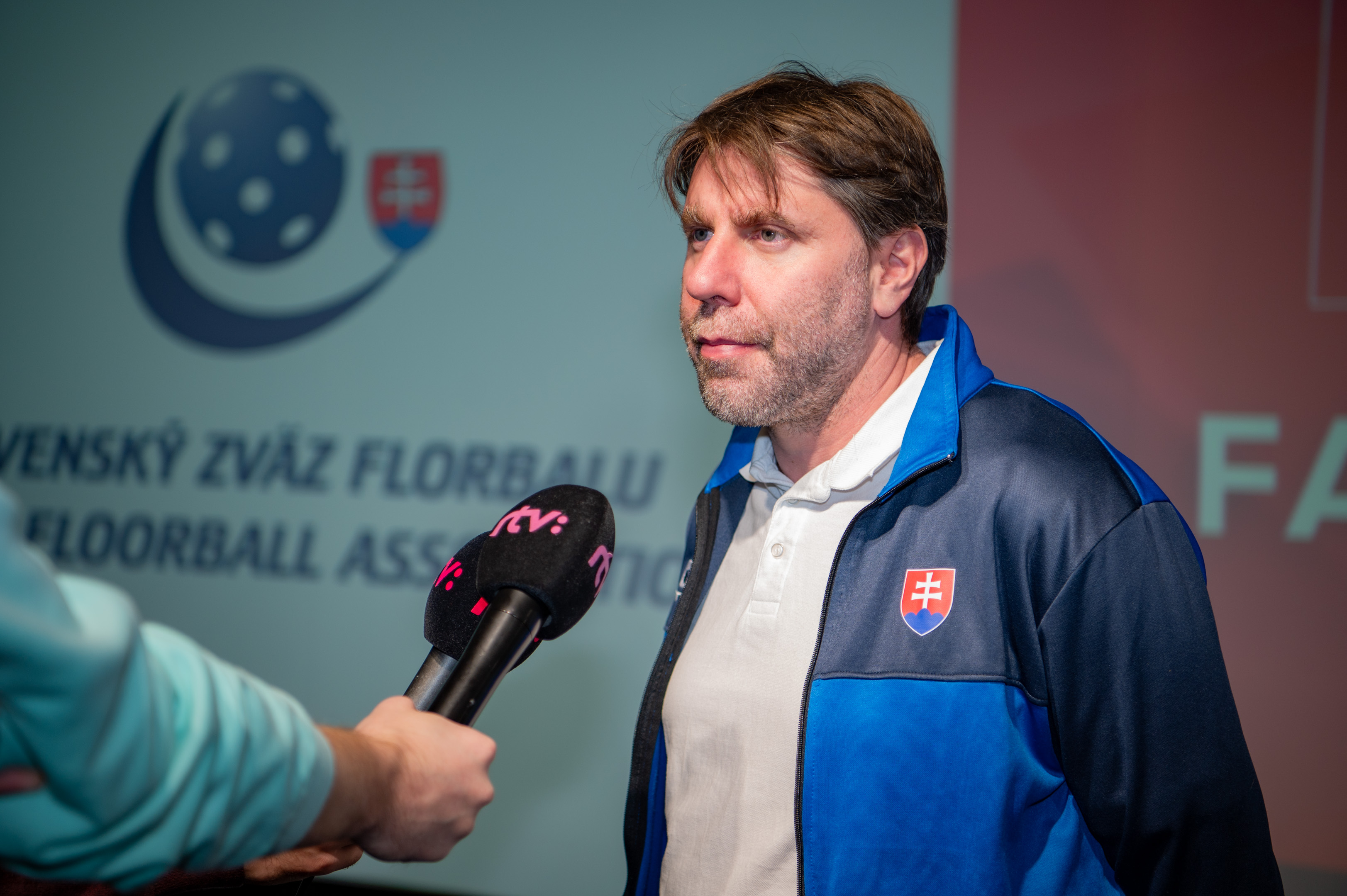
Trenér slovenské reprezentace Michal Jedlička
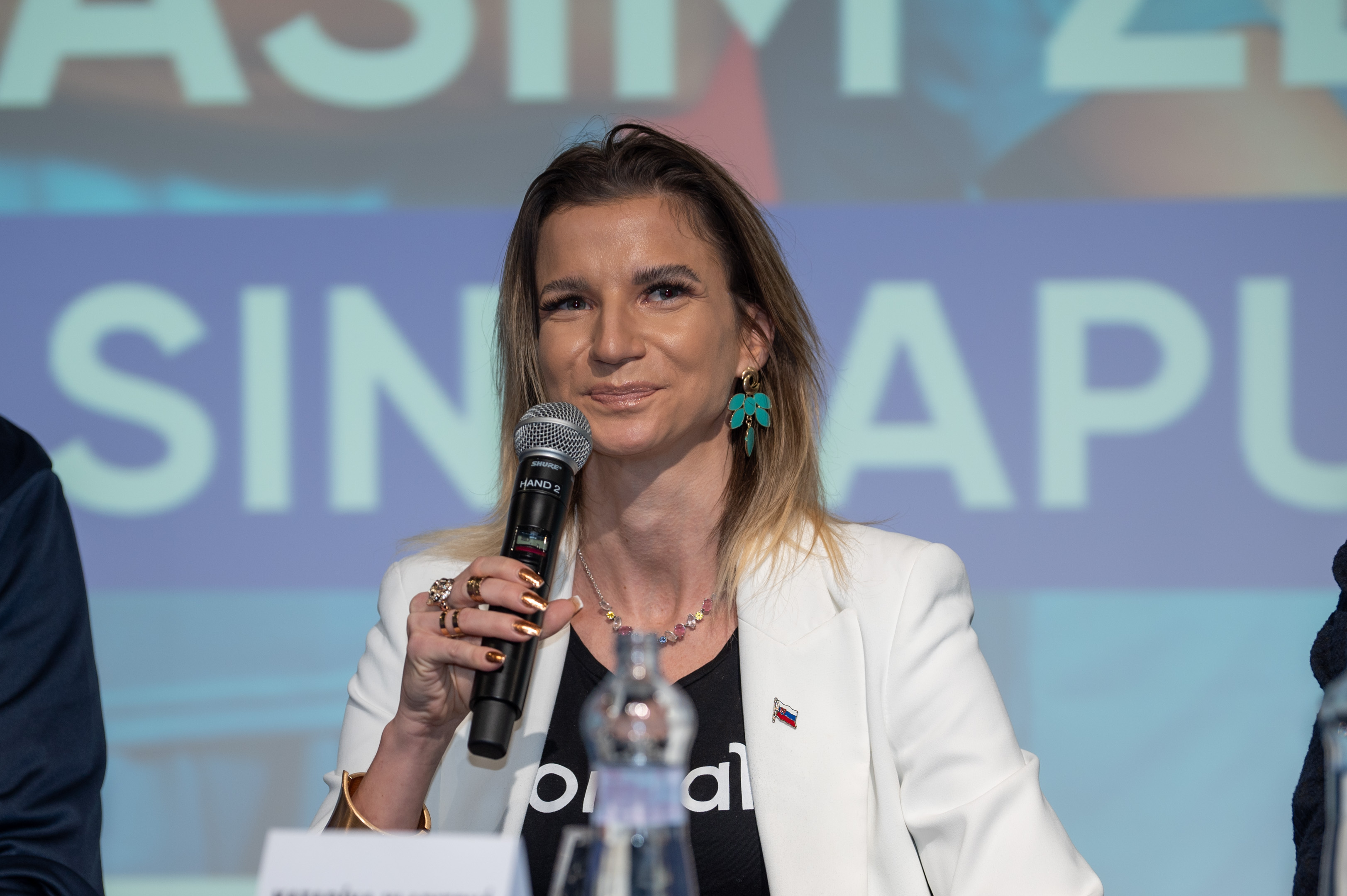
Kapitánka slovenské reprezentace Katarína Klapitová
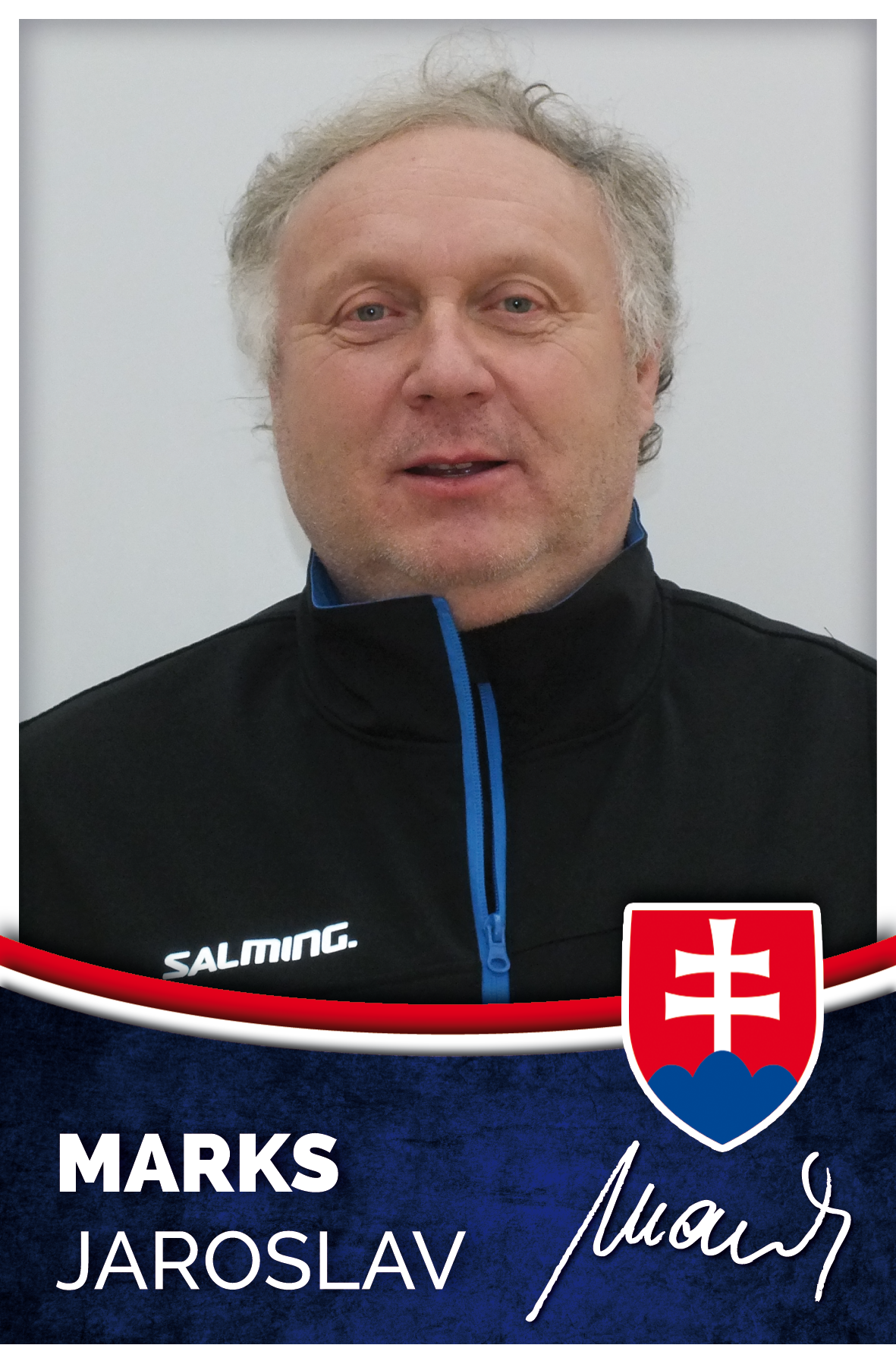
Trenér slovenské reprezentace v letech 2010 až 2015 Jaroslav Marks